# Helene Olafsen

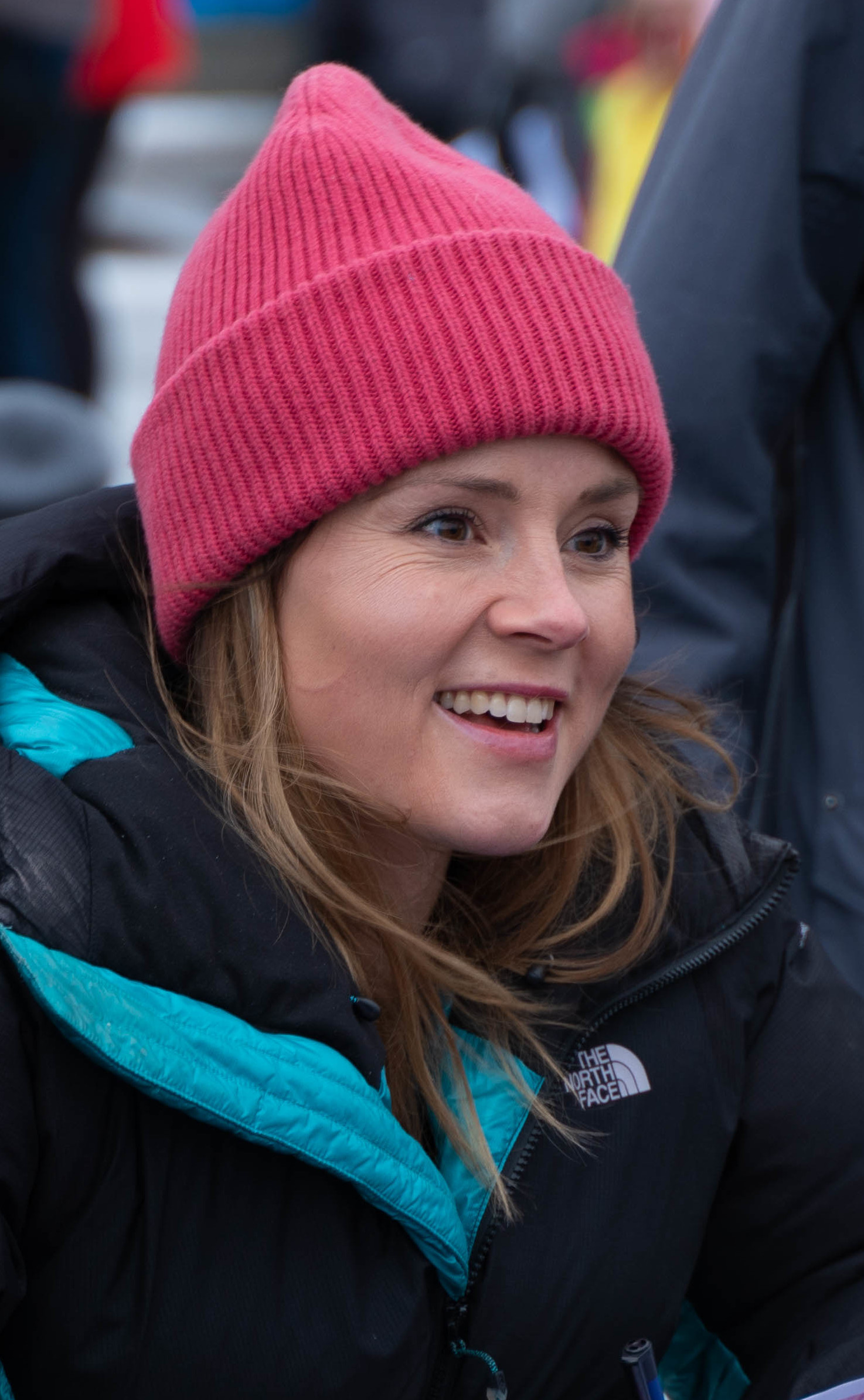
Helene Olafsen, 2022

Helene Olafsen (* 21. Februar 1990 in Oslo) ist eine ehemalige norwegische Snowboarderin. 2009 wurde sie Weltmeisterin. Nach ihrer Sportkarriere begann sie als Moderatorin zu arbeiten.

## Leben

### Sportkarriere
Olafsen stammt aus der Kommune Oppegård startete für den Verein Kolbotn IL. Als Juniorin wurde sie 2006 Vizeweltmeisterin und 2007 Weltmeisterin bei der Juniorenweltmeisterschaft im Snowboardcross. Im Alter von 16 Jahren gewann sie bei der WM 2007 in Arosa die Bronzemedaille im Snowboardcross. Im selben Jahr wurde sie mit dem Sportpreis Karolineprisen ausgezeichnet. Bei der Junioren-Weltmeisterschaft im Jahr 2008 gewann sie die Silbermedaille im Big-Air-Wettbewerb. Zwei Jahre nach ihrer Bronzemedaille bei der WM in Arosa wurde Olafsen bei der WM 2009 schließlich Weltmeisterin.
Bei den Olympischen Winterspielen 2010 in Vancouver galt sie als eine Favoritin. Sie belegte im Finale schließlich den vierten Platz. Nach einem 19. Platz in der Slopestyle-Kategorie bei der Weltmeisterschaft 2011 gewann sie bei der Snowboard-Weltmeisterschaft 2013 erneut eine Bronzemedaille im Snowboardcross. Von 2009 bis 2014 gewann sie zwei Silber- sowie eine Bronzemedaille. 2014 nahm sie zum zweiten Mal an den Olympischen Winterspielen teil. Bei den Spielen in Sotschi belegte sie den 24. Platz. Sie war in der Qualifikationsrunde gestürzt und zog sich dabei einen Kreuzbandriss zu. Insgesamt hatte sie drei Kreuzbandrisse, bevor sie 2016 ihr Karriereende als Snowboarderin verkündete.

### Moderatorin
Olafsen begann nach ihrer Sportkarriere die Ausbildung zur Lehrerin. Mit 26 Jahren wurde sie schließlich die bis dahin jüngste Teilnehmerin am Reality-Format Mesternes mester, bei dem ehemalige Spitzensportler gegeneinander antreten. Bei der 2017 ausgestrahlten Staffel belegte sie hinter Anders Jacobsen den zweiten Platz. Trotz ihres bereits erfolgten Karriereendes trat sie im März 2017 bei der Norwegischen Snowboard-Meisterschaft an. Dort konnte sie erneut einen Titel gewinnen. Im selben Jahr gewann sie die bei TV 2 ausgestrahlte Tanzshow Skal vi danse. Bei den Olympischen Winterspielen 2018 fungierte sie als Expertenkommentatorin für Eurosport und TV Norge. Gemeinsam mit Atle Pettersen moderierte sie auch die 2018er-Ausgabe der Sportgala Idrettsgallaen. Nach den Winterspielen wurde bekannt, dass Olafsen beim Fernsehsender TV 2 als Moderatorin beginnen werde. Dort war sie zunächst vor allem bei Sportausstrahlungen tätig.
Gemeinsam mit Stian Blipp übernahm sie 2018 die Moderation der Talkshow Senkveld, die ab da Senkveld med Helene og Stian hieß. Das Duo moderierte bis 2021, bevor die Show abgesetzt wurde. Im Herbst 2021 wirkte Olafsen an der Musikshow Norges nye megahit mit. Bei der Show traten prominente Norweger mit Hilfe von Musikern produzierten Liedern gegeneinander an. Olafsen gelang es dabei, sich mit dem Lied Ludvig Daae auf dem ersten Platz der norwegischen Musikcharts zu platzieren. Im Jahr 2022 gab sie das Trainingsbuch En om dagen heraus. Ab August 2022 moderierte sie gemeinsam mit Anders Hoff die Tanzshow Skal vi danse: all stars.

## Diskografie

### Singles
| Jahr | Titel Album      | Höchstplatzierung, Gesamtwochen, AuszeichnungChartsChartplatzierungen (Jahr, Titel, Album, Platzierungen, Wochen, Auszeichnungen, Anmerkungen) | Anmerkungen |
| Jahr | Titel Album      | NO | Anmerkungen |
| ---- | ---------------- | --- | ----------- |
| 2021 | Ludvig Daae –    | NO1 Gold · (9 Wo.)NO |             |
| 2021 | Svensk i kväll – | NO15 (2 Wo.)NO |             |

Weitere Singles
- 2021: Glittertind
- 2021: Mamma du er jul